# Dôme de neige des Écrins
Le dôme de neige des Écrins (4 009 m) est un sommet alpin situé à proximité de la barre des Écrins dont il est séparé par la brèche Lory, à la limite entre les départements français de l'Isère et des Hautes-Alpes. C'est le sommet alpin de plus de 4 000 m le plus occidental.

## Ascension

### Itinéraires
Le glacier Blanc est entouré de sommets permettant de s'initier à la haute montagne avant l'ascension de ce « 4 000 » et d'acclimater son organisme à l'altitude. L'ascension se fait habituellement depuis le refuge des Écrins (connu également sous le nom de refuge Caron) (3 170 m) et demande trois à quatre heures pour des alpinistes entraînés. C'est une course de neige sans difficulté technique, si ce n'est le franchissement d'une large crevasse ouverte à mi-pente et de la rimaye sommitale, aléatoire, facilité par la présence d'un pont de neige.

### Voies d'accès
- Voie normale[3]
- Voie originale Young (Couloir Young)[4]
- Face nord directe (voie Giraud)[5]
- Goulotte Boivin[6]
- Voie Mayer Dibona[7]
- Pilier central de gauche[8]

### Records
Le record de l'ascension à pied est de 1 h 55 depuis le pré de Madame Carle (1 874 m), réalisé le 10 juillet 2023 par Gédéon Porchat, qui améliore le temps de Mathéo Jacquemoud datant de 2005,,. 

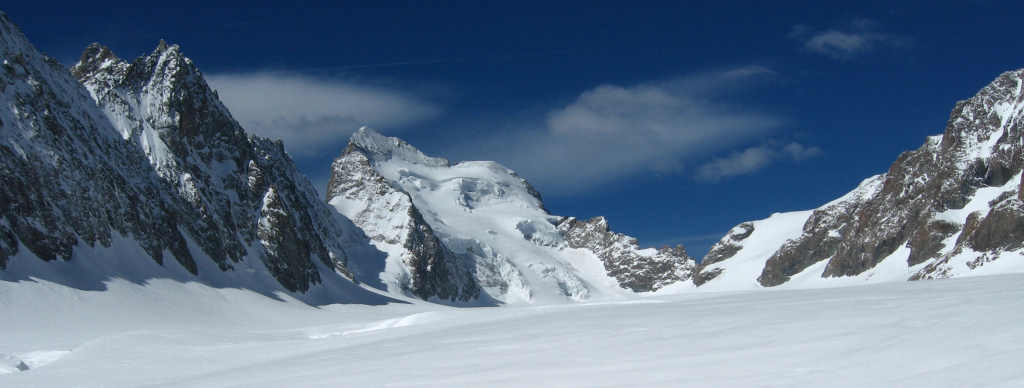
Les Écrins avec la barre à gauche et le dôme à droite, vus du glacier Blanc.

Face nord-ouest des Écrins vue de la Tête de la Maye (à côté de La Bérarde). Au centre de la muraille, le couloir Mayer-Dibona est enneigé.

Le record pour l'aller-retour en ski de randonnée est de 2 h 46 depuis le pré de Madame Carle, réalisé par Steven Blanc en mai 2014.